# Bristol Badger
El Bristol Badger fue diseñado para satisfacer la necesidad británica de un avión de caza y reconocimiento biplaza al final de la Primera Guerra Mundial. Se entregaron tres ejemplares al Ministerio del Aire para desarrollar motores radiales refrigerados por aire, en particular el que se convirtió en el Bristol Jupiter; también se construyeron otros dos Badger más.

## Diseño y desarrollo
El Bristol Badger tiene sus raíces en el F.2C (Type 22), una mejora propuesta del Bristol F.2B utilizando un motor radial Salmson de 150 kW (200 hp) (Type 22), un radial ABC Dragonfly de 220 kW (300 hp) (Type 22A), o un rotativo Bentley B.R.2 de 170 kW (230 hp) (Type 22B). El Badger (Type 23) fue un nuevo diseño que utilizaba el motor Dragonfly, diseñado a finales de 1917 para cubrir las tareas de caza de reconocimiento biplaza y que debía mucho al Bristol Scout F. Era un biplano de un solo vano con alas fuertemente decaladas, sin flecha y de envergaduras desiguales. El piloto y el observador se sentaban en tándem, el piloto al frente, debajo del borde de fuga del ala superior, y el observador detrás, con una ametralladora Lewis de 7,7 mm en un montaje de anillo. Al principio, el Badger casi no tenía empenaje fijo. La construcción era la habitual para la época: madera recubierta de tela. El tren de aterrizaje era de un solo eje más patín de cola.
Durante el proceso de diseño, quedó claro que el motor Dragonfly estaba demostrando ser poco fiable y Bristol estudió un nuevo motor radial de nueve cilindros, de 300 kW (400 hp), producido por Brazil Straker y conocido entonces como Cosmos Jupiter, como una posible alternativa. Más tarde, este motor se convirtió en el Bristol Jupiter.
A Bristol le fue adjudicado un contrato para construir tres Badger, dos propulsados por el Dragonfly y uno (el segundo) por un Jupiter. El primer Badger voló el 4 de febrero de 1919, pero se estrelló durante este primer vuelo por problemas de suministro de combustible. Fue reconstruido con un timón más grande y entregado a la Junta Aérea once días después. El segundo Badger, con motor Jupiter, voló el 24 de mayo, pero fue remotorizado con un Dragonfly y comprado por la Junta Aérea en septiembre. Tenía armamento completo y un empenaje fijo y redondeado, introducido para compensar el motor Jupiter, más pesado. Se demostró que el Badger tenía un problema de estabilidad lateral y un efecto de guiñada adverso causado por la resistencia de los alerones, por lo que debido a esto la tercera máquina no fue aceptada por la Junta Aérea. Estos tres primeros ejemplares se denominaron Badger I.
A pesar de la inestabilidad, y sin haber recibido un Badger con motor Jupiter, la Junta Aérea se sintió suficientemente alentada por lo prometedor de este motor como para encargar un cuarto avión, totalmente armado, con dicho motor. Después de algunas pruebas, se modificó el timón con un compensador y se instalaron alerones más grandes. Este avión fue el único Badger II y fue prestado por la Junta Aérea a Bristol para el desarrollo del Jupiter y su carenado durante 1920-21.
Los problemas de estabilidad lateral del Badger preocuparon a su diseñador, Frank Barnwell, pues una maqueta a escala 1/10 había sido probada cuidadosamente en el túnel de viento del NPL sin mostrar ningún problema. La ampliación del modelo al tamaño real fue un problema porque los números de Reynolds alcanzados en los túneles de viento de presión atmosférica de la época eran mucho más bajos que los encontrados en un vuelo real. Las pruebas en túneles de vuelo también implicaban a menudo el uso de maquetas de aeronaves simplificadas, sin ningún intento de modelar la forma del fuselaje en detalle. Utilizando un juego de repuesto de alas y un empenaje de Badger, Barnwell diseñó un nuevo fuselaje monoplaza de lados planos y muy simple, hecho de madera contrachapada sobre un marco de madera para producir un quinto y último Badger, el Badger X. Este voló por primera vez el 13 de mayo de 1919 y fue el primer avión registrado civilmente por Bristol, inicialmente como K110, y luego como G-EABU, pero nunca pudo proporcionar los datos comparativos previstos respecto a las maquetas de túnel, estrellándose el 22 de mayo.

## Variantes
Badger I (Type 23)
Prototipo de caza biplano con motor Dragonfly, tres construidos.
Badger II
Badger I con pequeñas modificaciones y motor Jupiter, uno construido.
Badger X
Ejemplar fabricado con piezas de repuesto, para investigación, uno construido.

## Especificaciones (Badger II)
Referencia datos: Barnes, 1964

### Características generales
- Tripulación: Dos (piloto y observador)
- Longitud: 7,2 m (23,7 ft)
- Envergadura: 11,2 m (36,7 ft)
- Altura: 2,8 m (9,1 ft)
- Superficie alar: 33,2 m² (357,4 ft²)
- Peso vacío: 885 kg (1950,5 lb)
- Peso cargado: 1430 kg (3151,7 lb)
- Planta motriz: 1× motor radial de 9 cilindros refrigerado por aire Cosmos Jupiter I.
  - Potencia: 300 kW (414 HP; 408 CV)
- Hélices: Bipala de paso fijo

### Rendimiento
- Velocidad máxima operativa (Vno): 228 km/h (142 MPH; 123 kt)
- Techo de vuelo: 6280 m (20 604 ft)

## Aeronaves relacionadas

### Secuencias de designación
- Secuencia Numérica (interna de Bristol): ← 20 - 21 - 22 - 23 - 24 - 25 - 26 →